# Proa (societat)
Proa. Consell de Cultura i Relacions Valencianes fou una institució cívica i cultural creada a València el 1935 a iniciativa de Gaietà Huguet i Segarra per aplegar totes les entitats culturals valencianes per tal d'afavorir les relacions i contactes entre el País Valencià i la resta dels Països Catalans, endemés de promocionar les relacions amb Galícia i el País Basc tot organitzant conferències, cursos, edició de llibres. Fou una de les que organitzà la tercera visita de Pompeu Fabra i Poch al País Valencià del 25 al 27 de novembre de 1935.
Fou presidida per Nicolau Primitiu Gómez i Serrano i el consell directiu era format per Adolf Pizcueta i Alonso (secretari general), Enric Navarro i Borràs (gerent), Francesc Soto i Mas (depositari) i els vocals Angelí Castanyer i Fons, Joaquim Reig i Rodríguez, Miquel Duran de València, Maximilià Thous i Llorens, Carles Salvador, Emili Gómez i Nadal i Pasqual Asins i Lerma. Publicà la revista Timó, butlletí de l'organització. El 1936 va instar a tots els partits valencianistes a treballar per a l'Estatut d'Autonomia del País Valencià. L'inici de la guerra civil espanyola el 18 de juliol de 1936 va obligar a clausurar-la.